# Дольна Брезниця
Дольна Брезниця (словац. Dolná Breznica) — село, громада округу Пухов, Тренчинський край. Кадастрова площа громади — 8.36 км².
Населення 1011 осіб (станом на 31 грудня 2020 року).

## Історія
Дольна Брезниця згадується 1388 року.

## Населення
| Рік:            | 1994. | 2004.   | 2014.    | 2024.    |
| --------------- | ----- | ------- | -------- | -------- |
| Кількість осіб: | 793   | 813     | 911      | 1073     |
| Різниця:        |       | +2,52 % | +12,05 % | +17,78 % |

| Рік:            | 2023. | 2024.   |
| --------------- | ----- | ------- |
| Кількість осіб: | 1081  | 1073    |
| Різниця:        |       | -0,74 % |